# Bubsy: Paws on Fire!
Bubsy: Paws on Fire! è un videogioco a piattaforme sviluppata dalla Choice Provisions (già autrice di Runner3) e distribuita dalla Accolade per PlayStation 4 e dalla Tommo per PC il 16 maggio 2019.

## Trama
Bubsy e i suoi amici sono intenti a festeggiare il 14° Gomitolo di Lana Annuale, ma all'improvviso le Regine gemelle Woolie Poly ed Esther, antagoniste di Bubsy, Bubsy 3D e Bubsy: The Woolies Strike Back, irrompono e avvertono i protagonisti del ritorno di Oinker P. Hamm, antagonista di Bubsy II, intenzionato a catturare ogni animale nell'universo per il suo "Amazootorium", il suo zoo personale. Ovviamente, toccherà a Bubsy fermarlo, aiutato dal suo aiutante Arnold, dallo scienziato Virgil Reality e un soldato Woolie.

## Modalità di gioco
Il gioco riprende lo stile di platform a scorrimento bidimensionale presente già nei primi giochi nella serie. A differenza degli altri titoli, il gioco include non uno solo, ma quattro personaggi giocabili: oltre a Bubsy, infatti, vi sono Arnold the Armadillo, Virgil Reality (già presente nel fumetto di Bubsy II e nel pilot della serie animata) e Woolie Warrior (già presente nell'epilogo di The Woolies Strike Back). Ognuno di questi personaggi possiede un'abilità unica: ad esempio, Woolie può librare in aria, mentre Arnold può scavare sotto terra nei suoi livelli bonus. Due sono i tipi di livelli, ovvero quelli principali e quelli bonus. Quelli principali consentono di vestire i panni di Bubsy, Woolie Warrior e Virgil Reality, e obbligano il giocatore a raggiungere un determinato punto, raccogliendo oggetti, superando ostacoli e sconfiggendo sgherri minori. Essendo questo un gioco prodotto anche dagli stessi produttori di Runner3, ogni parte presente nei livelli si presenta a ritmo con la musica di sfondo, rendendo cruciale mantenere il tempismo con la musica. Tra gli oggetti che si possono raccogliere si possono trovare gomitoli per Bubsy, atomi per Virgil e gomitoli luccicanti per Woolie; questi oggetti raccoglibili (insieme anche agli oggetti presenti nelle Sfide Retro e nei livelli bonus come frutta e gemme) possono essere spesi per acquistare nuovi abiti e altri oggetti cosmetici per i personaggi. Il gioco introduce anche nuove meccaniche, come i veicoli guidabili dai Woolie e l'abilità di raddoppiare il salto per Virgil Reality. In tutto sono presenti 27 livelli principali, nove per ognuno dei tre mondi principali, ma ogni livello possiede tre varianti, ognuno con le proprie varietà di musica, scenario e segreti. I tre livelli boss sono affrontabili solo da Bubsy. I livelli bonus sono invece giocabili soltanto da Arnold the Armadillo, che raccoglie gemme e frutta nei livelli sotterranei, in una sorta di Stun Runner. Ogni livello principale è accompagnato da una Sfida Retro, sbloccabile nel caso si raggiunga un numero sufficiente di medaglie.

## Accoglienza
| Testata                          | Versione | Giudizio |
| -------------------------------- | -------- | -------- |
| Metacritic (media al 30-01-2020) | PS4      | 63/100   |
| Destructoid                      | PS4      | 5/10     |
| Nintendo Life                    | Switch   | 5/10     |

Il gioco ha avuto un'accoglienza altalenante. La versione PlayStation 4 ha ricevuto un 63/100 dal sito web Metacritic.